# Lys (affluent du Layon)
Pour les articles homonymes, voir Lys (homonymie).
Pour les articles ayant des titres homophones, voir Lice, Lis et Lisse (homonymie).
Le Lys [lis] est une rivière française qui coule dans le département de Maine-et-Loire, en région Pays de la Loire. C’est un affluent du Layon en rive gauche, donc un sous-affluent de la Loire.

## Géographie
Le Lys prend naissance sur le territoire de la commune de Chanteloup-les-Bois dans les Mauges, à 175 m d'altitude. Il s'appelle aussi en partie haute le ruisseau la Couisière. Par contre, le SANDRE et Géoportail, considère l'affluent gauche venant de La Tourlandry comme source secondaire puisque portant le même nom de rivière le Lys.
Il coule globalement du sud-ouest vers le nord-est.
Il conflue en rive gauche dans le Layon à Aubigné-sur-Layon, à 40 m d'altitude après un parcours de 30,1 km de longueur.

### Communes et cantons traversés
Dans le seul département de Maine-et-Loire, le Lys traverse les six communes suivantes, de l'amont vers l'aval, de Chanteloup-les-Bois, Coron, anciennement Vihiers, maintenant Lys-Haut-Layon, Montilliers, Faveraye-Mâchelles et Aubigné-sur-Layon.
Soit en termes de cantons, le Lys prend source dans le canton de Cholet-2 et conflue dans le canton de Chemillé-Melay, le tout dans les arrondissements de Cholet et de Saumur.

### Bassin versant
Le Lys traverse une seule zone hydrographique « Le Layon du rau de Valliennes (NC) au Lys (C) » (M512) de 567 km2 de superficie.
Ce bassin versant est constitué à 91,82 % de « territoires agricoles », à 5,32 % de « forêts et milieux semi-naturels », à 2,67 % de « territoires artificialisés », à 0,19 % de « surfaces en eau ». Le bassin versant spécifique du Lys est de 114 km2

### Organisme gestionnaire
L'organisme gestionnaire est le SMBL ou syndicat mixte du bassin du Layon, collectivité territoriale créée en 1973, sis à Martigne-Briand, regroupant cinquante-deux communes. Un SAGE a été lancé en octobre 2004 et en novembre 2012. Le SMBL adhère à l'EPTB Loire.

## Affluents
Le Lys a sept affluents contributeurs référencés :
- le ruisseau la Mazerie (rg[note 1]), 3,7 km sur les deux communes de Vezins (source) et Coron (confluence), avec un affluent :
  - aussi le ruisseau la Mazerie (rd, 2,3 km sur les trois communes de Chanteloup-les-Bois (source), Vezins, Coron (confluence).
- rivière le Lys (rg), 5,7 km sur les deux communes de La Tourlandry (source), et Coron. C'est aussi une source secondaire donc.
- le ruisseau des Bousselières (rd), 4,1 km sur les deux communes de La Plaine (source), et Coron (confluence).
- le ruisseau des Pontrions (rg), 7,3 km sur les deux communes de La Tourlandry (source), et Coron.
- le ruisseau de Beloup (rd), 2,3 km sur les trois communes de La Plaine (source), Vihiers, et Coron (confluence).
- le ruisseau de Talibout ou ruisseau de l'Audonnière (rg), 2,2 km sur les deux communes de Vihiers (source), et Coron (confluence).
- ? (rg), 0,9 km sur la seule commune de Montilliers.

Donc son rang de Strahler est de trois.

## Aménagements et écologie
« Sur le Lys, l'essentiel du peuplement piscicole est composé d’espèces typiques de cours d’eau calmes et réchauffés (Gardon, Brème commune, Perche soleil, Rotengle, Ablette, Carpe commune  et de cyprinidés d'eau vive (Goujon et Chevesne. La Loche franche et le Vairon sont également présents. »

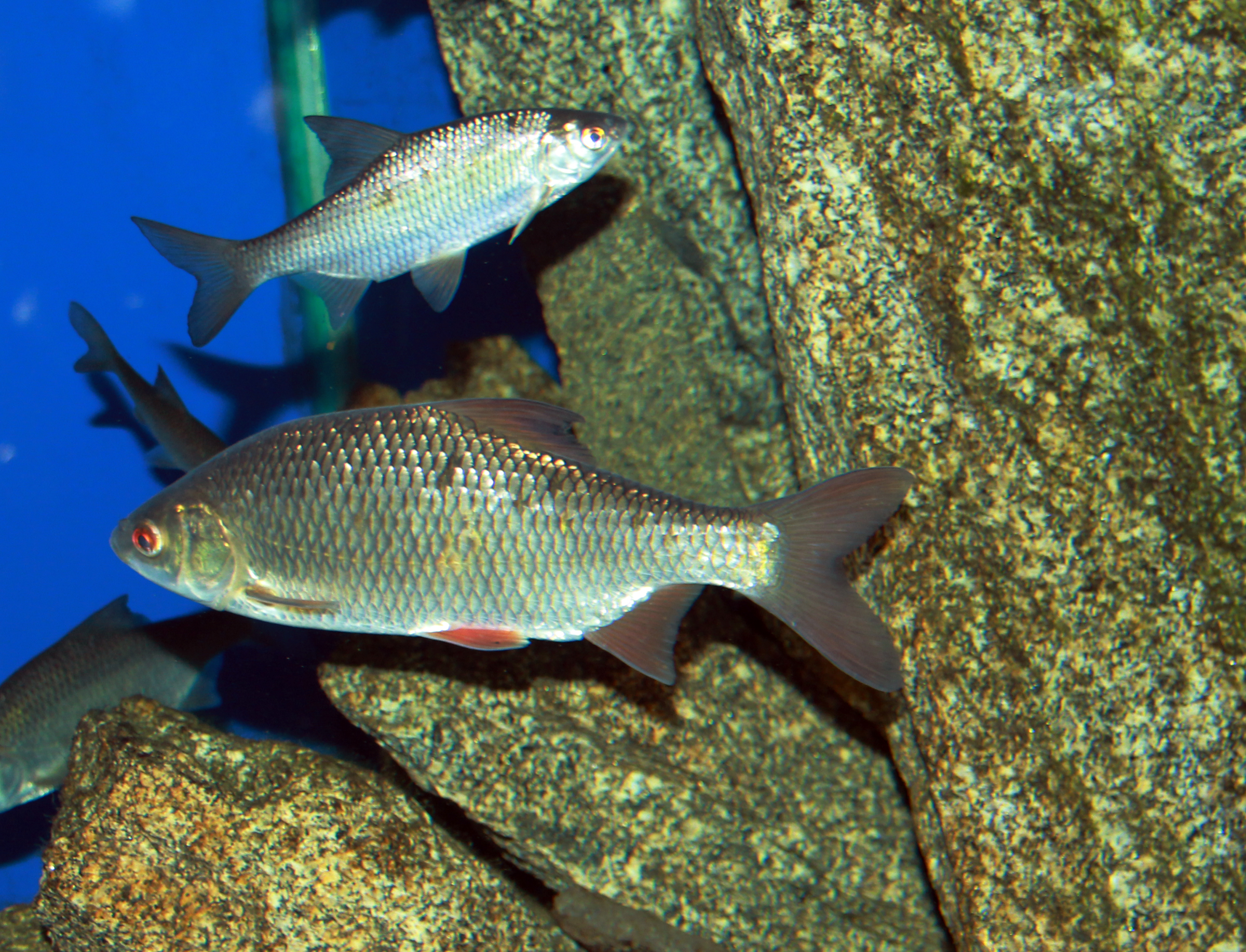
le gardon
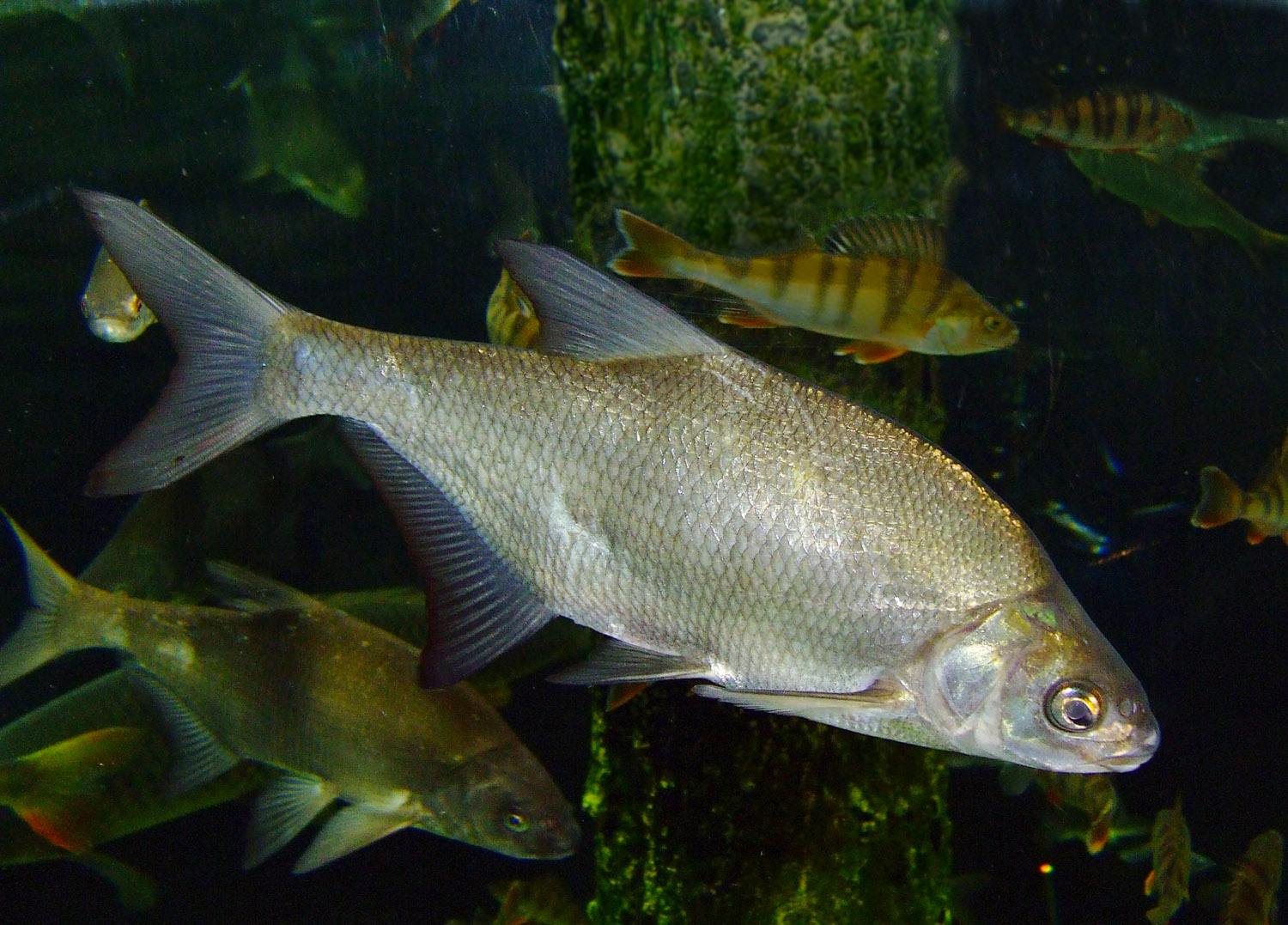
la brème commune
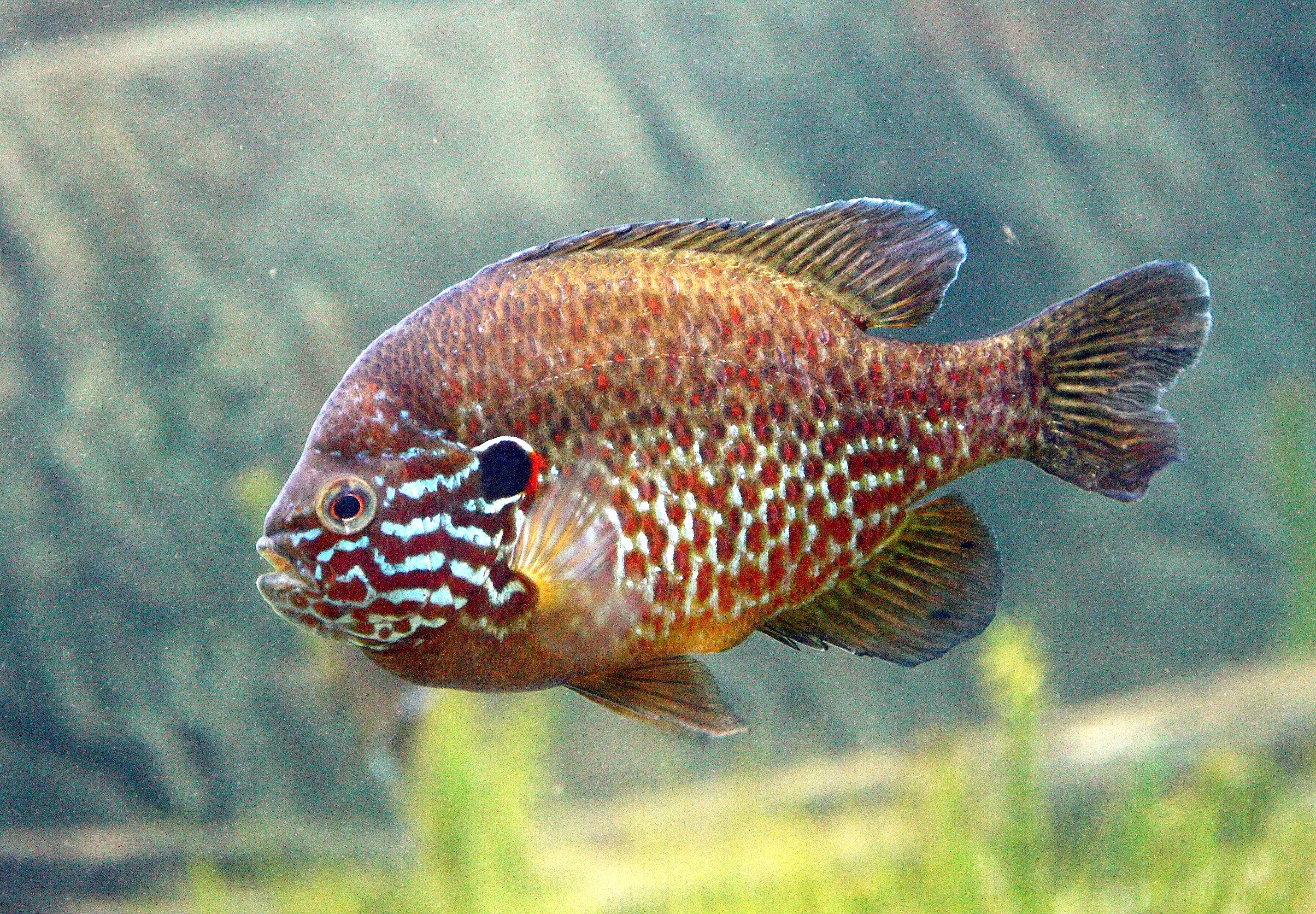
la perche soleil
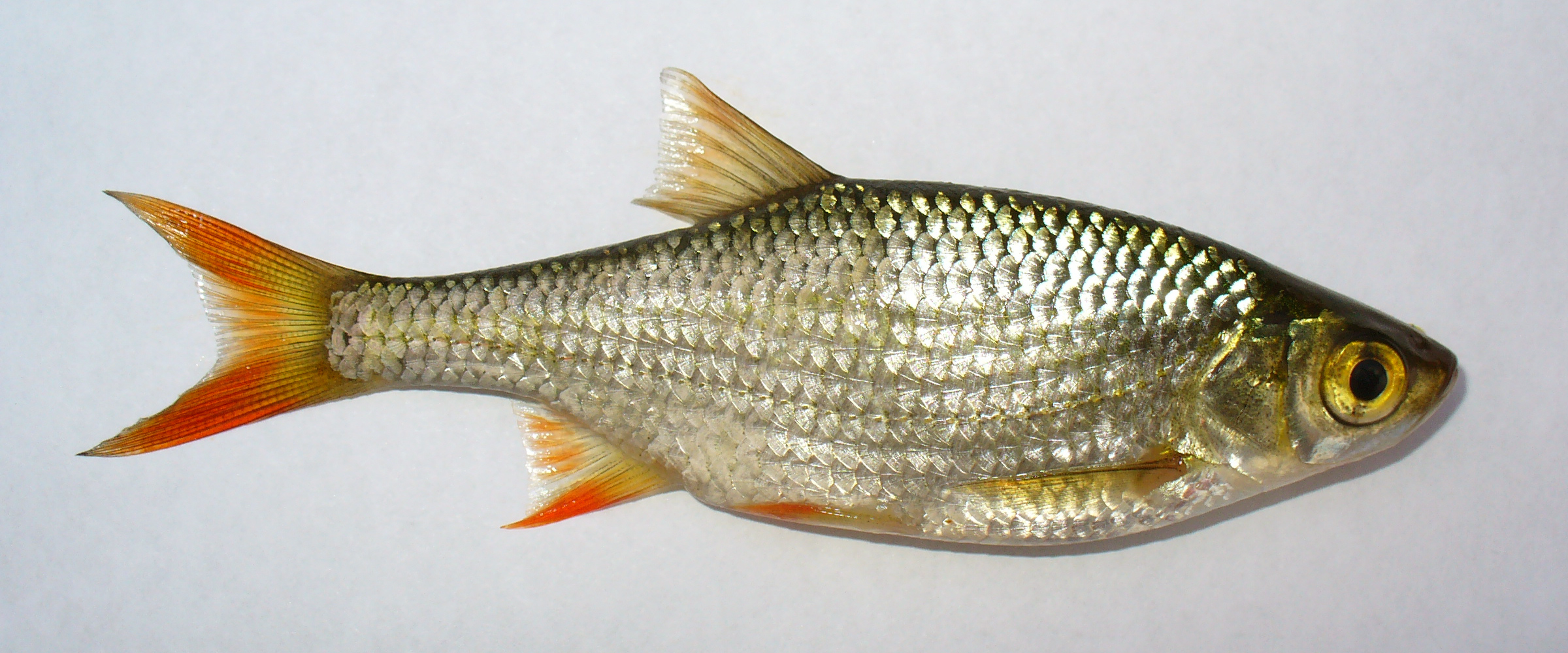
le rotengle
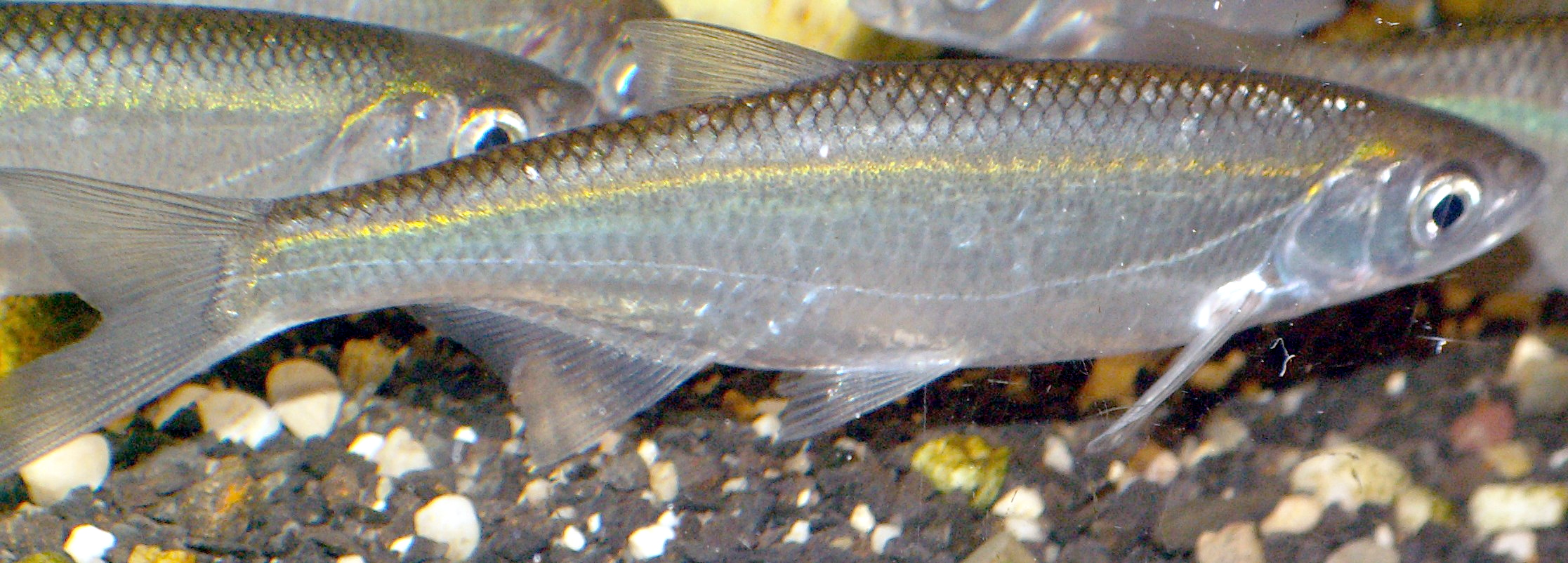
l'ablette
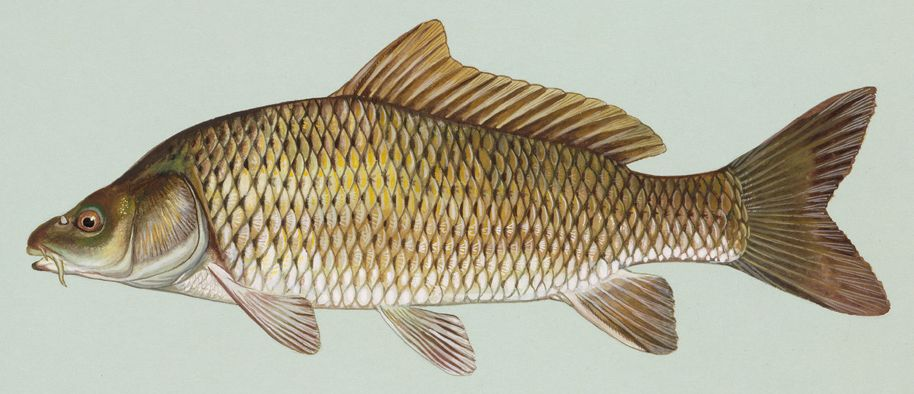
la carpe commune

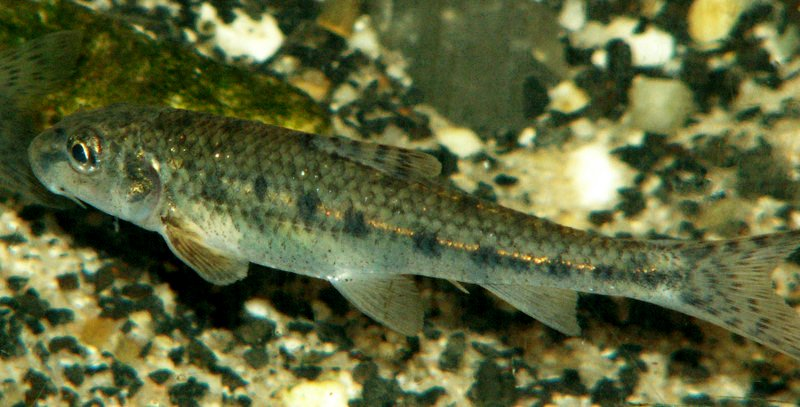
le goujon
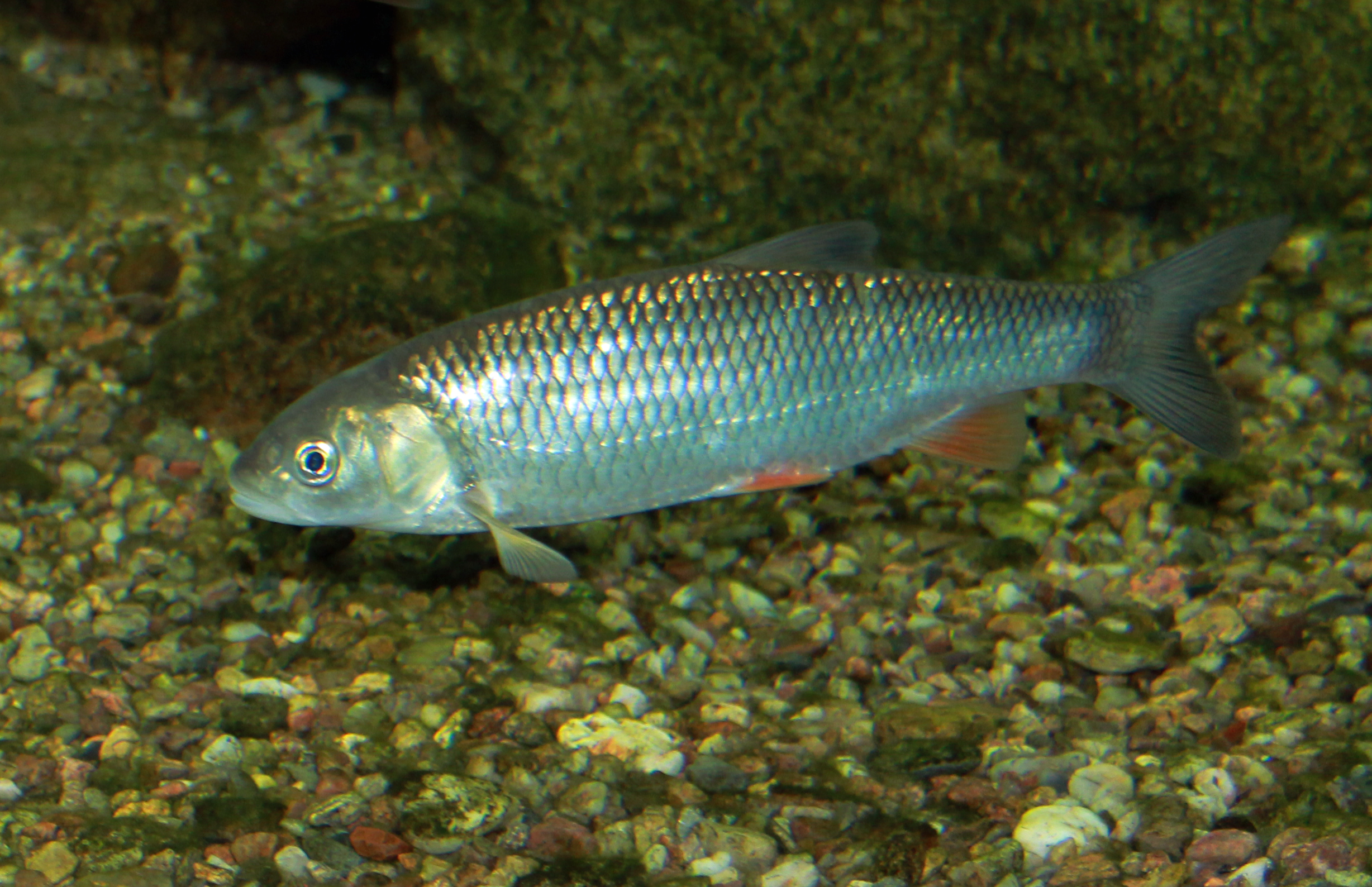
le chevesne
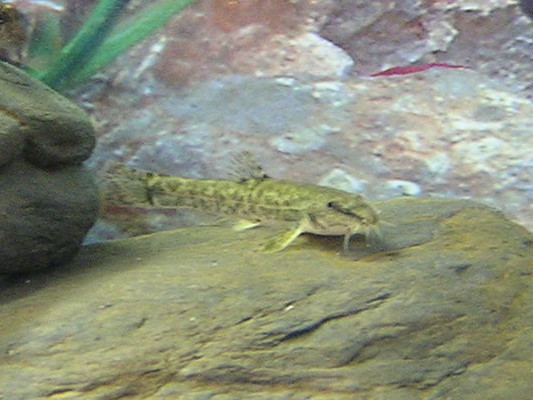
la loche franche
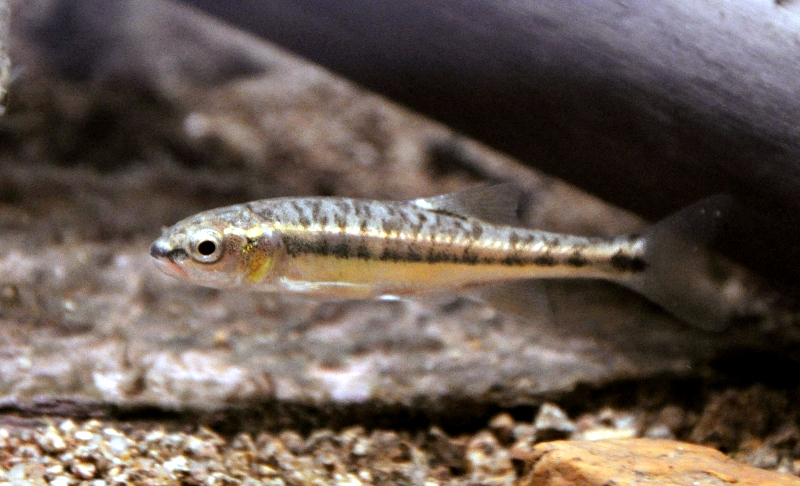
le vairon